# Potamothrix cekanovskajae
Potamothrix cekanovskajae är en ringmaskart som beskrevs av Finogenova 1972. Potamothrix cekanovskajae ingår i släktet Potamothrix och familjen glattmaskar. Inga underarter finns listade i Catalogue of Life.